# Ала-Арча (резиденция)
Государственная резиденция «Ала-Арча» (кирг. «Ала-Арча» мамлекеттик резиденциясы) — официальная резиденция Президента Кыргызстана в Бишкеке. На данный момент является официальной резиденцией Садыра Жапарова.

## Цель
Основной задачей Государственной резиденции являются материально-техническое, социальное и бытовое обслуживание Президента Кыргызской Республики и членов его семьи. «Ала-Арча» — основная площадка для проведения государственных протокольных мероприятий президента, премьер-министра, министров и председателя Жогорку Кенеша. Многие саммиты, которые проходят в Бишкеке, проходили в резиденции (например саммит СНГ в 2008 году). Исполняющие обязанности президента имеют право проживать в резиденции на временной основе. Резиденция также помогает проводить культурные мероприятия и предоставляет гостиничные услуги для выдающихся личностей. В отелях есть традиционные юрты, бильярдная и бизнес-центр.

## Структура резиденции
Осенью 2018 года во всей резиденции впервые за 10 лет был проведён масштабный капитальный ремонт, который был завершён к саммиту ШОС в Бишкеке в июне 2019 года.

### Внешний павильон
Для встречи Сооронбая Жээнбекова с Владимиром Путиным в Бишкеке во время визита в марте 2019 года за пределами резиденции был построен новый мраморный павильон, чтобы обеспечить надёжное место для Национальной гвардии для вознесения государственных почестей. Он сделан из иссык-кульского мрамора и имеет высоту 7,2 метра, а также 43 метра в длину и 22 метра в ширину.

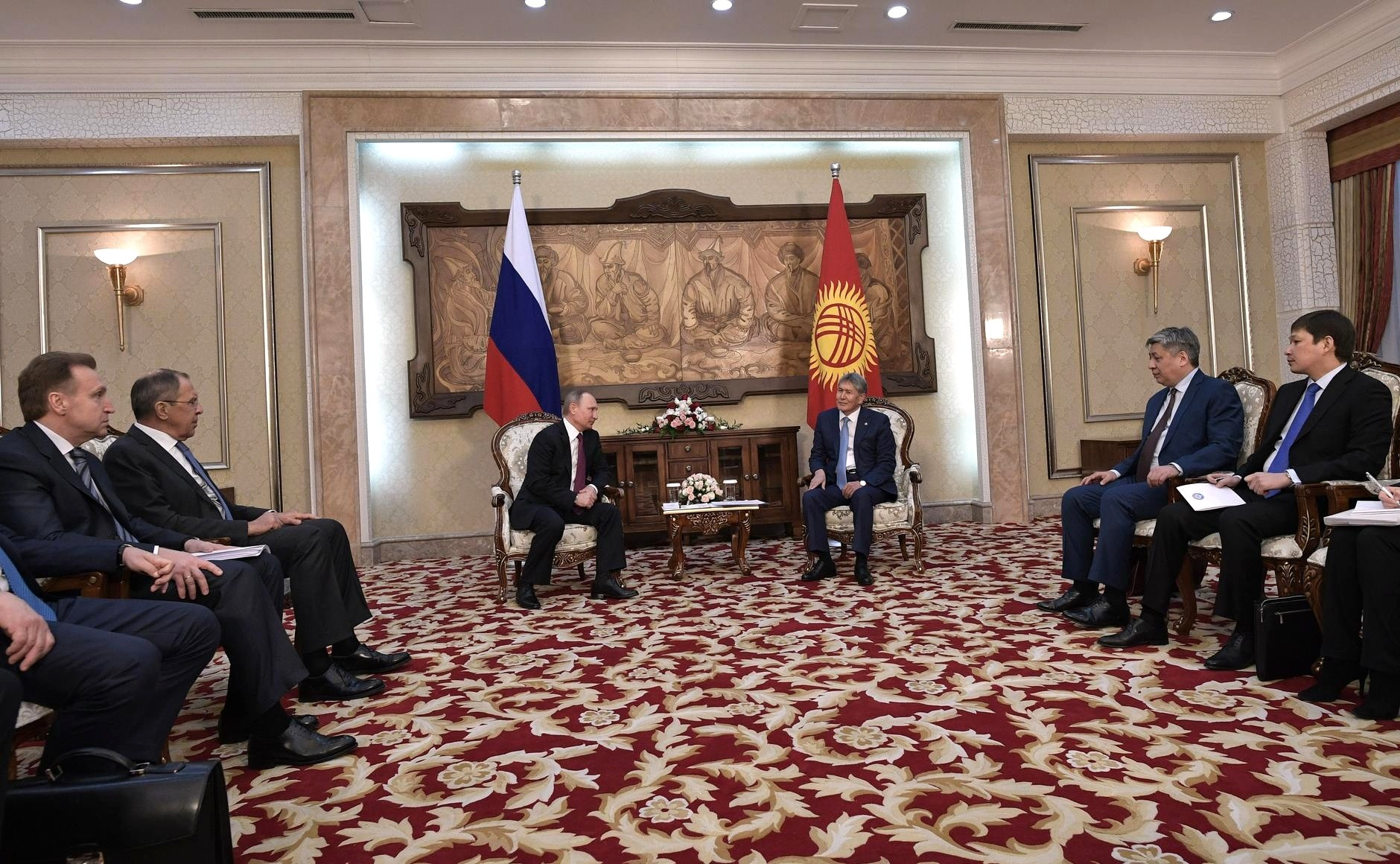
Зал заседаний Аксакала

### Дом приёмов Энесай
Дом приёмов Энесай построен в виде киргизской юрты. Здесь проводится множество мероприятий, например, инаугурация Сооронбая Жээнбекова в 2017 году.

### Жилой район
Вокруг главного здания находятся ещё 20 юрт и жилых домов, построенных в 1974 году, включая в том числе Дом Ордо (резиденция Сооронбая Жээнбекова) и государственную дачу № 17 (резиденция Алмазбека Атамбаева).

### Конгресс-холлы
- Большой конференц-зал[13]
- Малый конференц-зал[13]
- Пресс-центр[13]
- Банкетный зал[13]
- Аксакал Зал заседаний[13]

### Ресторан
Ресторан «Ала-Арча-4», известный также как ресторан «Золотой зал» — самое старое здание на территории резиденции, построенное в 1950-х годах. Его используют во время государственных банкетов с иностранными делегациями и гостями. Он был отремонтирован в 2018 году впервые за 20 лет.